# Tour du Pays basque 2004
La 44e édition du Tour du Pays basque a eu lieu du  5 au 9 avril 2004. La victoire finale est revenue au coureur russe Denis Menchov, vainqueur d'une étape.

## Présentation

### Equipes
| Groupes sportifs I (18)- Euskaltel-Euskadi - Phonak Hearing Systems - Fassa Bortolo - Quick Step-Davitamon - T-Mobile - Saeco - Illes Balears-Banesto - Gerolsteiner - Cofidis-Le Crédit par Téléphone - Rabobank - Liberty Seguros - US Postal Service-Berry Floor - CSC - Lampre - Chocolade Jacques-Wincor Nixdorf - Saunier Duval-Prodir - Relax-Bodysol - Brioches La Boulangère Groupes sportifs II (3)- Comunidad Valenciana-Kelme - Costa de Almería-Paternina - Café Baqué |
| |

## Les étapes
| Étape      | Date   | Villes étapes                | type                        | Distance (km) | Vainqueur d'étape  | Leader du classement général |
| ---------- | ------ | ---------------------------- | --------------------------- | ------------- | ------------------ | ---------------------------- |
| 1re étape  | 5 avr. | Bergara – Bergara            | étape vallonnée             | 139           | Alejandro Valverde | Alejandro Valverde           |
| 2e étape   | 6 avr. | Bergara – Zalla              | étape vallonnée             | 180           | Beat Zberg         | Danilo Di Luca               |
| 3e étape   | 7 avr. | Zalla – Vitoria-Gasteiz      | étape vallonnée             | 169           | Carlos Zárate      | Alejandro Valverde           |
| 4e étape   | 8 avr. | Vitoria-Gasteiz – Lekunberri | étape vallonnée             | 182           | Denis Menchov      | Denis Menchov                |
| 5e a étape | 9 avr. | Lekunberri – Lazkao          | étape vallonnée             | 88            | Jens Voigt         | Denis Menchov                |
| 5e b étape | 9 avr. | Lazkao – Lazkao              | contre-la-montre individuel | 8,5           | Bobby Julich       | Denis Menchov                |

## Résumé des étapes

### 1reétape
Alejandro Valverde remporte la première étape du Tour du Pays basque disputée sur 139 km autour de Bergara. Valverde devance à l'issue d'un sprint son compatriote Ángel Vicioso et Davide Rebellin.
Mardi, la deuxième étape, longue de 180 km entre Bergara et Zalla, comporte dix cols de 2e et 3e catégorie. Elle se disputera sans l'Espagnol Joseba Beloki (Brioches La Boulangère), contraint à l'abandon avant l'arrivée.
| \| Classement de l'étape \| Classement de l'étape \| Classement de l'étape \| Classement de l'étape \| Classement de l'étape \| \| Coureur \| Coureur \| Pays \| Équipe \| Temps \| \| --------------------- \| --------------------- \| --------------------- \| --------------------- \| --------------------- \| |         |      |        |       |
| |         |      |        |       |
| |         |      |        |       |
| Classement de l'étape |         |      |        |       |
| Coureur | Coureur | Pays | Équipe | Temps |

| \| Classement général \| Classement général \| Classement général \| Classement général \| Classement général \| \| Coureur \| Coureur \| Pays \| Équipe \| Temps \| \| ------------------ \| ------------------ \| ------------------ \| ------------------ \| ------------------ \| |         |      |        |       |
| |         |      |        |       |
| |         |      |        |       |
| Classement général |         |      |        |       |
| Coureur | Coureur | Pays | Équipe | Temps |

### 2eétape
Beat Zberg (Gerolsteiner) remporte la deuxième étape du Tour du Pays basque disputée sur 180 km entre Bergara et Zalla. Après une échappée de 90 kilomètres, Jérôme Pineau (La Boulangère) et Unai Etxebarria (Euskatel-Euskadi) ont été rejoints par le peloton emmené par les Kelme et Saeco. Au sprint Zberg devance Samuel Sánchez (Euskatel-Euskadi) et Mauricio Ardila.
Quatrième de l'étape, comme lundi,Danilo Di Luca (Saeco) s'empare du maillot de leader au bénéfice du classement à points, Valverde, en tête du général la veille, n'ayant pris que la 13e place.
Mercredi, la 3e étape, disputée sur 169 km entre Zalla-Vitoria, comportera quatre cols dont un de première catégorie.
| \| Classement de l'étape \| Classement de l'étape \| Classement de l'étape \| Classement de l'étape \| Classement de l'étape \| \| Coureur \| Coureur \| Pays \| Équipe \| Temps \| \| --------------------- \| --------------------- \| --------------------- \| --------------------- \| --------------------- \| |         |      |        |       |
| |         |      |        |       |
| |         |      |        |       |
| Classement de l'étape |         |      |        |       |
| Coureur | Coureur | Pays | Équipe | Temps |

| \| Classement général \| Classement général \| Classement général \| Classement général \| Classement général \| \| Coureur \| Coureur \| Pays \| Équipe \| Temps \| \| ------------------ \| ------------------ \| ------------------ \| ------------------ \| ------------------ \| |         |      |        |       |
| |         |      |        |       |
| |         |      |        |       |
| Classement général |         |      |        |       |
| Coureur | Coureur | Pays | Équipe | Temps |

### 3eétape
Carlos Zarate (Kelme) remporte la troisième étape du Tour du Pays basque disputée sur 169 km entre Zalla et Vitoria. Vainqueur en solitaire, Zarate remporte sa première victoire dans les rangs professionnels. Il devance de 21 secondes son coéquipier Alejandro Valverde et Pedro Horrillo. Dépossédé du maillot de leader mardi, Valverde reprend le commandement à Danilo Di Luca (Saeco) au bénéfice du classement par points.
La quatrième étape conduira jeudi le peloton entre Vitoria et Lekunberri (182 km), avec quatre cols de deuxième catégorie et un de première.
| \| Classement de l'étape \| Classement de l'étape \| Classement de l'étape \| Classement de l'étape \| Classement de l'étape \| \| Coureur \| Coureur \| Pays \| Équipe \| Temps \| \| --------------------- \| --------------------- \| --------------------- \| --------------------- \| --------------------- \| |         |      |        |       |
| |         |      |        |       |
| |         |      |        |       |
| Classement de l'étape |         |      |        |       |
| Coureur | Coureur | Pays | Équipe | Temps |

| \| Classement général \| Classement général \| Classement général \| Classement général \| Classement général \| \| Coureur \| Coureur \| Pays \| Équipe \| Temps \| \| ------------------ \| ------------------ \| ------------------ \| ------------------ \| ------------------ \| |         |      |        |       |
| |         |      |        |       |
| |         |      |        |       |
| Classement général |         |      |        |       |
| Coureur | Coureur | Pays | Équipe | Temps |

### 4eétape
Coup double pour Denis Menchov. Le coureur de l'équipe les Baléares remporte la 4e étape du Tour du Pays basque, disputée sur 182 km entre Vitoria et Lekunberri, et prend du même coup la tête du classement général. Échappé à trois kilomètres de l'arrivée, le meilleur jeune du dernier Tour de France s'impose en solitaire avec 14 secondes d'avance sur Samuel Sánchez (Euskaltel) et Danilo Di Luca (Saeco).
Au classement général, Menchov possède 14 secondes d'avance sur Alejandro Valverde.
L'étape de vendredi est divisée en deux secteurs : le premier, une course en ligne entre Lekunberri et Lazkao (88 km), et le second, un contre-la-montre de 8,5 km autour de Lazkao.
| \| Classement de l'étape \| Classement de l'étape \| Classement de l'étape \| Classement de l'étape \| Classement de l'étape \| \| Coureur \| Coureur \| Pays \| Équipe \| Temps \| \| --------------------- \| --------------------- \| --------------------- \| --------------------- \| --------------------- \| |         |      |        |       |
| |         |      |        |       |
| |         |      |        |       |
| Classement de l'étape |         |      |        |       |
| Coureur | Coureur | Pays | Équipe | Temps |

| \| Classement général \| Classement général \| Classement général \| Classement général \| Classement général \| \| Coureur \| Coureur \| Pays \| Équipe \| Temps \| \| ------------------ \| ------------------ \| ------------------ \| ------------------ \| ------------------ \| |         |      |        |       |
| |         |      |        |       |
| |         |      |        |       |
| Classement général |         |      |        |       |
| Coureur | Coureur | Pays | Équipe | Temps |

### 5eétape
Jens Voigt (CSC) remporte la 5e étape du Tour du Pays basque devant David Etxebarria et Denis Menchov. Ce dernier conserve son maillot de leader, en attendant le résultat du contre-la-montre final.
| \| Classement de l'étape \| Classement de l'étape \| Classement de l'étape \| Classement de l'étape \| Classement de l'étape \| \| Coureur \| Coureur \| Pays \| Équipe \| Temps \| \| --------------------- \| --------------------- \| --------------------- \| --------------------- \| --------------------- \| |         |      |        |       |
| |         |      |        |       |
| |         |      |        |       |
| Classement de l'étape |         |      |        |       |
| Coureur | Coureur | Pays | Équipe | Temps |

| \| Classement général \| Classement général \| Classement général \| Classement général \| Classement général \| \| Coureur \| Coureur \| Pays \| Équipe \| Temps \| \| ------------------ \| ------------------ \| ------------------ \| ------------------ \| ------------------ \| |         |      |        |       |
| |         |      |        |       |
| |         |      |        |       |
| Classement général |         |      |        |       |
| Coureur | Coureur | Pays | Équipe | Temps |

Les Iles Baléares, repreneur de l'équipe Banesto, peuvent se féliciter de la performance du jeune Denis Menchov. Il avait fait la différence jeudi, dans la longue étape entre Vitoria et Lekunberi. Il a su résister par la suite aux assauts de ses poursuivants et notamment du basque Iban Mayo qui évoluait à domicile. Dans la dernière étape disputée vendredi après-midi, un contre la montre de 8,5 km remportée par Bobby Julich (CSC), Menchov se classe 4e et conserve jusqu'au bout son maillot de leader. Il s'annonce comme l'un des trouble-fêtes potentiels du prochain Tour de France.
| \| Classement de l'étape \| Classement de l'étape \| Classement de l'étape \| Classement de l'étape \| Classement de l'étape \| \| Coureur \| Coureur \| Pays \| Équipe \| Temps \| \| --------------------- \| --------------------- \| --------------------- \| --------------------- \| --------------------- \| |         |      |        |       |
| |         |      |        |       |
| |         |      |        |       |
| Classement de l'étape |         |      |        |       |
| Coureur | Coureur | Pays | Équipe | Temps |

## Classements finals

### Classement général
| \| Classement général \| Classement général \| Classement général \| Classement général \| Classement général \| \| Coureur \| Coureur \| Pays \| Équipe \| Temps \| \| ------------------ \| ------------------ \| ------------------ \| ----------------------------- \| ------------------ \| \| 1er \| Denis Menchov \| Russie \| Illes Balears-Banesto \| 19 h 25 min 46 s \| \| 2e \| Iban Mayo \| Espagne \| Euskaltel-Euskadi \| + 21 s \| \| 3e \| David Etxebarria \| Espagne \| Euskaltel-Euskadi \| + 22 s \| \| 4e \| Bobby Julich \| États-Unis \| CSC \| + 30 s \| \| 5e \| Levi Leipheimer \| États-Unis \| Rabobank \| DQ \| \| 6e \| Alejandro Valverde \| Espagne \| Comunidad Valenciana-Kelme \| + 39 s \| \| 7e \| Floyd Landis \| États-Unis \| US Postal Service-Berry Floor \| + 43 s \| \| 8e \| Samuel Sánchez \| Espagne \| Euskaltel-Euskadi \| + 47 s \| \| 9e \| Koldo Gil \| Espagne \| Liberty Seguros \| + 49 s \| \| 10e \| Jorge Ferrío \| Espagne \| Costa de Almería-Paternina \| + 1 min 02 s \| \| 11e \| Aitor Osa \| Espagne \| Illes Balears-Banesto \| + 1 min 02 s \| \| 12e \| Danilo Di Luca \| Italie \| Saeco \| + 1 min 03 s \| \| 13e \| Juan Manuel Gárate \| Espagne \| Lampre \| + 1 min 05 s \| \| 14e \| Tyler Hamilton \| États-Unis \| Phonak Hearing Systems \| + 1 min 09 s \| \| 15e \| Davide Rebellin \| Italie \| Gerolsteiner \| + 1 min 17 s \| \| 16e \| Damiano Cunego \| Italie \| Saeco \| + 1 min 23 s \| \| 17e \| Ivan Basso \| Italie \| CSC \| + 1 min 31 s \| \| 18e \| Manuel Beltrán \| Espagne \| US Postal Service-Berry Floor \| + 1 min 47 s \| \| 19e \| Marcos Serrano \| Espagne \| Liberty Seguros \| + 1 min 58 s \| \| 20e \| Matthias Kessler \| Allemagne \| T-Mobile \| + 2 min 02 s \| |                    |            |                               |                  |
| |                    |            |                               |                  |
| |                    |            |                               |                  |
| Classement général |                    |            |                               |                  |
| Coureur | Coureur            | Pays       | Équipe                        | Temps            |
| 1er | Denis Menchov      | Russie     | Illes Balears-Banesto         | 19 h 25 min 46 s |
| 2e | Iban Mayo          | Espagne    | Euskaltel-Euskadi             | + 21 s           |
| 3e | David Etxebarria   | Espagne    | Euskaltel-Euskadi             | + 22 s           |
| 4e | Bobby Julich       | États-Unis | CSC                           | + 30 s           |
| 5e | Levi Leipheimer    | États-Unis | Rabobank                      | DQ               |
| 6e | Alejandro Valverde | Espagne    | Comunidad Valenciana-Kelme    | + 39 s           |
| 7e | Floyd Landis       | États-Unis | US Postal Service-Berry Floor | + 43 s           |
| 8e | Samuel Sánchez     | Espagne    | Euskaltel-Euskadi             | + 47 s           |
| 9e | Koldo Gil          | Espagne    | Liberty Seguros               | + 49 s           |
| 10e | Jorge Ferrío       | Espagne    | Costa de Almería-Paternina    | + 1 min 02 s     |
| 11e | Aitor Osa          | Espagne    | Illes Balears-Banesto         | + 1 min 02 s     |
| 12e | Danilo Di Luca     | Italie     | Saeco                         | + 1 min 03 s     |
| 13e | Juan Manuel Gárate | Espagne    | Lampre                        | + 1 min 05 s     |
| 14e | Tyler Hamilton     | États-Unis | Phonak Hearing Systems        | + 1 min 09 s     |
| 15e | Davide Rebellin    | Italie     | Gerolsteiner                  | + 1 min 17 s     |
| 16e | Damiano Cunego     | Italie     | Saeco                         | + 1 min 23 s     |
| 17e | Ivan Basso         | Italie     | CSC                           | + 1 min 31 s     |
| 18e | Manuel Beltrán     | Espagne    | US Postal Service-Berry Floor | + 1 min 47 s     |
| 19e | Marcos Serrano     | Espagne    | Liberty Seguros               | + 1 min 58 s     |
| 20e | Matthias Kessler   | Allemagne  | T-Mobile                      | + 2 min 02 s     |

Levi Leipheimer, initialement cinquième, a été déclassé par l'UCI.
| Classement par points | Classement par points | Classement par points | Classement par points      | Classement par points |
| Coureur               | Coureur               | Pays                  | Équipe                     | Points                |
| --------------------- | --------------------- | --------------------- | -------------------------- | --------------------- |
| 1er                   | Alejandro Valverde    | Espagne               | Comunidad Valenciana-Kelme | 71 pts                |
| 2e                    | Denis Menchov         | Russie                | Illes Balears-Banesto      | 61 pts                |
| 3e                    | Danilo Di Luca        | Italie                | Saeco                      | 57 pts                |
| 4e                    | Samuel Sánchez        | Espagne               | Euskaltel-Euskadi          | 50 pts                |
| 5e                    | Bobby Julich          | États-Unis            | CSC                        | 44 pts                |
| 6e                    | Jorge Ferrío          | Espagne               | Costa de Almería-Paternina | 42 pts                |
| 7e                    | David Etxebarria      | Espagne               | Euskaltel-Euskadi          | 39 pts                |
| 8e                    | Beat Zberg            | Suisse                | Gerolsteiner               | 37 pts                |
| 9e                    | Tyler Hamilton        | États-Unis            | Phonak Hearing Systems     | 35 pts                |
| 10e                   | Davide Rebellin       | Italie                | Gerolsteiner               | 33 pts                |

| Classement par points | Classement par points | Classement par points | Classement par points      | Classement par points |
| Coureur               | Coureur               | Pays                  | Équipe                     | Points                |
| --------------------- | --------------------- | --------------------- | -------------------------- | --------------------- |
| 1er                   | Alejandro Valverde    | Espagne               | Comunidad Valenciana-Kelme | 71 pts                |
| 2e                    | Denis Menchov         | Russie                | Illes Balears-Banesto      | 61 pts                |
| 3e                    | Danilo Di Luca        | Italie                | Saeco                      | 57 pts                |
| 4e                    | Samuel Sánchez        | Espagne               | Euskaltel-Euskadi          | 50 pts                |
| 5e                    | Bobby Julich          | États-Unis            | CSC                        | 44 pts                |
| 6e                    | Jorge Ferrío          | Espagne               | Costa de Almería-Paternina | 42 pts                |
| 7e                    | David Etxebarria      | Espagne               | Euskaltel-Euskadi          | 39 pts                |
| 8e                    | Beat Zberg            | Suisse                | Gerolsteiner               | 37 pts                |
| 9e                    | Tyler Hamilton        | États-Unis            | Phonak Hearing Systems     | 35 pts                |
| 10e                   | Davide Rebellin       | Italie                | Gerolsteiner               | 33 pts                |

| Classement de la montagne | Classement de la montagne | Classement de la montagne | Classement de la montagne     | Classement de la montagne |
| Coureur                   | Coureur                   | Pays                      | Équipe                        | Points                    |
| ------------------------- | ------------------------- | ------------------------- | ----------------------------- | ------------------------- |
| 1er                       | Jens Voigt                | Allemagne                 | CSC                           | 60 pts                    |
| 2e                        | Unai Etxebarria           | Venezuela                 | Euskaltel-Euskadi             | 49 pts                    |
| 3e                        | Denis Menchov             | Russie                    | Illes Balears-Banesto         | 17 pts                    |
| 4e                        | David Etxebarria          | Espagne                   | Euskaltel-Euskadi             | 15 pts                    |
| 5e                        | Gorka González            | Espagne                   | Euskaltel-Euskadi             | 9 pts                     |
| 6e                        | Xabier Zandio             | Espagne                   | Illes Balears-Banesto         | 8 pts                     |
| 7e                        | Floyd Landis              | États-Unis                | US Postal Service-Berry Floor | 6 pts                     |
| 8e                        | Constantino Zaballa       | Espagne                   | Saunier Duval-Prodir          | 6 pts                     |
| 9e                        | Eddy Mazzoleni            | Italie                    | Saeco                         | 6 pts                     |
| 10e                       | Koldo Gil                 | Espagne                   | Liberty Seguros               | 5 pts                     |

| Classement de la montagne | Classement de la montagne | Classement de la montagne | Classement de la montagne     | Classement de la montagne |
| Coureur                   | Coureur                   | Pays                      | Équipe                        | Points                    |
| ------------------------- | ------------------------- | ------------------------- | ----------------------------- | ------------------------- |
| 1er                       | Jens Voigt                | Allemagne                 | CSC                           | 60 pts                    |
| 2e                        | Unai Etxebarria           | Venezuela                 | Euskaltel-Euskadi             | 49 pts                    |
| 3e                        | Denis Menchov             | Russie                    | Illes Balears-Banesto         | 17 pts                    |
| 4e                        | David Etxebarria          | Espagne                   | Euskaltel-Euskadi             | 15 pts                    |
| 5e                        | Gorka González            | Espagne                   | Euskaltel-Euskadi             | 9 pts                     |
| 6e                        | Xabier Zandio             | Espagne                   | Illes Balears-Banesto         | 8 pts                     |
| 7e                        | Floyd Landis              | États-Unis                | US Postal Service-Berry Floor | 6 pts                     |
| 8e                        | Constantino Zaballa       | Espagne                   | Saunier Duval-Prodir          | 6 pts                     |
| 9e                        | Eddy Mazzoleni            | Italie                    | Saeco                         | 6 pts                     |
| 10e                       | Koldo Gil                 | Espagne                   | Liberty Seguros               | 5 pts                     |

| Classement des sprints | Classement des sprints | Classement des sprints | Classement des sprints     | Classement des sprints |
| Coureur                | Coureur                | Pays                   | Équipe                     | Points                 |
| ---------------------- | ---------------------- | ---------------------- | -------------------------- | ---------------------- |
| 1er                    | Jens Voigt             | Allemagne              | CSC                        | 23 pts                 |
| 2e                     | Unai Etxebarria        | Venezuela              | Euskaltel-Euskadi          | 15 pts                 |
| 3e                     | José Luis Arrieta      | Espagne                | Illes Balears-Banesto      | 5 pts                  |
| 4e                     | Gorka González         | Espagne                | Euskaltel-Euskadi          | 4 pts                  |
| 5e                     | Carlos Zárate          | Espagne                | Comunidad Valenciana-Kelme | 4 pts                  |
| 6e                     | Constantino Zaballa    | Espagne                | Saunier Duval-Prodir       | 4 pts                  |
| 7e                     | José Iván Gutiérrez    | Espagne                | Illes Balears-Banesto      | 3 pts                  |
| 8e                     | Patxi Vila             | Espagne                | Lampre                     | 2 pts                  |
| 9e                     | David Etxebarria       | Espagne                | Euskaltel-Euskadi          | 1 pt                   |
| 10e                    | José Alberto Martínez  | Espagne                | Relax-Bodysol              | 1 pt                   |

| Classement des sprints | Classement des sprints | Classement des sprints | Classement des sprints     | Classement des sprints |
| Coureur                | Coureur                | Pays                   | Équipe                     | Points                 |
| ---------------------- | ---------------------- | ---------------------- | -------------------------- | ---------------------- |
| 1er                    | Jens Voigt             | Allemagne              | CSC                        | 23 pts                 |
| 2e                     | Unai Etxebarria        | Venezuela              | Euskaltel-Euskadi          | 15 pts                 |
| 3e                     | José Luis Arrieta      | Espagne                | Illes Balears-Banesto      | 5 pts                  |
| 4e                     | Gorka González         | Espagne                | Euskaltel-Euskadi          | 4 pts                  |
| 5e                     | Carlos Zárate          | Espagne                | Comunidad Valenciana-Kelme | 4 pts                  |
| 6e                     | Constantino Zaballa    | Espagne                | Saunier Duval-Prodir       | 4 pts                  |
| 7e                     | José Iván Gutiérrez    | Espagne                | Illes Balears-Banesto      | 3 pts                  |
| 8e                     | Patxi Vila             | Espagne                | Lampre                     | 2 pts                  |
| 9e                     | David Etxebarria       | Espagne                | Euskaltel-Euskadi          | 1 pt                   |
| 10e                    | José Alberto Martínez  | Espagne                | Relax-Bodysol              | 1 pt                   |

| Classement par équipes | Classement par équipes          | Classement par équipes | Classement par équipes |
| Équipe                 | Équipe                          | Pays                   | Temps                  |
| ---------------------- | ------------------------------- | ---------------------- | ---------------------- |
| 1re                    | Euskaltel-Euskadi               | Espagne                | 58 h 18 min 49 s       |
| 2e                     | CSC                             | Danemark               | + 22 s                 |
| 3e                     | US Postal Service-Berry Floor   | États-Unis             | + 3 min 31 s           |
| 4e                     | Liberty Seguros                 | Espagne                | + 4 min 47 s           |
| 5e                     | Lampre                          | Italie                 | + 5 min 53 s           |
| 6e                     | Saeco                           | Italie                 | + 6 min 42 s           |
| 7e                     | Illes Balears-Banesto           | Espagne                | + 8 min 00 s           |
| 8e                     | Costa de Almería-Paternina      | Espagne                | + 13 min 55 s          |
| 9e                     | Phonak Hearing Systems          | Suisse                 | + 19 min 54 s          |
| 10e                    | Cofidis-Le Crédit par Téléphone | France                 | + 20 min 56 s          |

| Classement par équipes | Classement par équipes          | Classement par équipes | Classement par équipes |
| Équipe                 | Équipe                          | Pays                   | Temps                  |
| ---------------------- | ------------------------------- | ---------------------- | ---------------------- |
| 1re                    | Euskaltel-Euskadi               | Espagne                | 58 h 18 min 49 s       |
| 2e                     | CSC                             | Danemark               | + 22 s                 |
| 3e                     | US Postal Service-Berry Floor   | États-Unis             | + 3 min 31 s           |
| 4e                     | Liberty Seguros                 | Espagne                | + 4 min 47 s           |
| 5e                     | Lampre                          | Italie                 | + 5 min 53 s           |
| 6e                     | Saeco                           | Italie                 | + 6 min 42 s           |
| 7e                     | Illes Balears-Banesto           | Espagne                | + 8 min 00 s           |
| 8e                     | Costa de Almería-Paternina      | Espagne                | + 13 min 55 s          |
| 9e                     | Phonak Hearing Systems          | Suisse                 | + 19 min 54 s          |
| 10e                    | Cofidis-Le Crédit par Téléphone | France                 | + 20 min 56 s          |

## Liste des participants
| Liste des participants | Liste des participants | Liste des participants |
| --- | ---------------------- | ---------------------- |
| \| Euskaltel-Euskadi EUS \| Euskaltel-Euskadi EUS \| Euskaltel-Euskadi EUS \| \| --------------------- \| ---------------------- \| --------------------- \| \| Num \| Coureur \| Pos \| \| 1 \| Iban Mayo (ESP) \| 2e \| \| 2 \| Samuel Sánchez (ESP) \| 8e \| \| 3 \| Haimar Zubeldia (ESP) \| \| \| 4 \| David Etxebarria (ESP) \| 3e \| \| 5 \| Gorka González (ESP) \| \| \| 6 \| Iker Camaño (ESP) \| \| \| 7 \| Unai Etxebarria (VEN) \| \| \| 8 \| Iker Flores (ESP) \| \| |                        |                        |
| Euskaltel-Euskadi EUS |                        |                        |
| Num | Coureur                | Pos                    |
| 1 | Iban Mayo (ESP)        | 2e                     |
| 2 | Samuel Sánchez (ESP)   | 8e                     |
| 3 | Haimar Zubeldia (ESP)  |                        |
| 4 | David Etxebarria (ESP) | 3e                     |
| 5 | Gorka González (ESP)   |                        |
| 6 | Iker Camaño (ESP)      |                        |
| 7 | Unai Etxebarria (VEN)  |                        |
| 8 | Iker Flores (ESP)      |                        |

| Euskaltel-Euskadi EUS | Euskaltel-Euskadi EUS  | Euskaltel-Euskadi EUS |
| --------------------- | ---------------------- | --------------------- |
| Num                   | Coureur                | Pos                   |
| 1                     | Iban Mayo (ESP)        | 2e                    |
| 2                     | Samuel Sánchez (ESP)   | 8e                    |
| 3                     | Haimar Zubeldia (ESP)  |                       |
| 4                     | David Etxebarria (ESP) | 3e                    |
| 5                     | Gorka González (ESP)   |                       |
| 6                     | Iker Camaño (ESP)      |                       |
| 7                     | Unai Etxebarria (VEN)  |                       |
| 8                     | Iker Flores (ESP)      |                       |